# MetroLyrics
A MetroLyrics dalszövegeket megosztó weboldal, melyet 2002 decemberében alapítottak. A MetroLyrics adatbázisa több mint 16 000 előadó több mint 1 millió zeneszámának dalszövegét tartalmazza.
2008 áprilisában a MetroLyrics lett az első dalszövegekkel foglalkozó weboldal, mely licencelte a Gracenote engedélyezési aggregátor dalszöveg-katalógusát. Ezen dalszöveg-licencelési modell alapján a jogtulajdonosok megkapják a szerzői jogdíjuk után járó pénzösszeget, ha a munkájuk megjelenik a MetroLyrics weboldalán. A weboldal a jogdíjakat minden egyes dalszöveg után kifizeti a Gracenote-on keresztül. 2013 januárjában a LyricFind felvásárolta a Gracenote dalszöveg-licencelési üzletágát, majd egybeolvasztotta azt a sajátjával. A MetroLyrics licencelési modellje kitűnik a sorból, hiszen számos dalszövegeket megosztó weboldal engedély nélkül és a szerzői jogok megsértésével teszi közzé a tartalmát.
2011 októberében a CBS Interactive felvásárolta a MetroLyricset.